# Битка код Сатале
Битка код Сатале одиграла се у лето 530. године између византијске војске са једне и војске Сасанидске Персије са друге стране. Битка је део Иберијског рата и завршена је победом Византије.

## Битка
Након битке код Даре, персијска војска предвођена Михр-Михроем напредовала је према Сатали настојећи је ставити под опсаду. Иако је располагао двоструко мањим снагама, византијски генерал Сита је смелим нападом на персијску позадину изазвао расуло и повлачење персијске војске очувавши тако византијске положаје у Јерменији. Следећа битка одиграће се код Калиника 531. године у којој ће Византинци претрпети пораз.